# Estación El Sol
El Sol es una estación de la línea de Tren Limache-Puerto. Está situada en el sector de El Sol, tradicional y antiguo barrio residencial de la Comuna de Quilpué, en el Gran Valparaíso, Chile.
En sus inmediaciones se sitúa el centro comercial Portal El Belloto.
Desde el año 2018 cuenta con una máquina expendedora la cual sus precios oscilan entre los 200 CLP a los 1000 CLP